# Hedwige Swaefs
Hedwige Swaefs est une religieuse cistercienne qui fut la 16e abbesse de l'abbaye de la Cambre.

## Héraldique
de gueules semé de billettes d'or au lion d'or d'argent brochant sur le tout